# 2007-es úszó-világbajnokság
A 2007-es úszó-világbajnokságot március 25-e és április 1-je között rendezték meg az ausztráliai Melbourne-ben. Ausztrália harmadjára adott otthon úszó-világbajnokságnak 1991 és 1998 után.
Összesen 65 versenyszám volt, melyeken 167 ország 2158 sportolója vett részt.

## A helyszín kiválasztása
A FINA 2003 júliusában Melbourne-t választotta rendezővárosnak Rio de Janeiro és Dubaj előtt.

## Magyar versenyzők eredményei
Magyarország a világbajnokságon 38 sportolóval képviseltette magát, akik összesen 1 ezüst- és 1 bronzérmet szereztek.

### Érmesek
| Érem      | Versenyző | Versenyszám | Versenyszám                | Dátum       |
| --------- | --- | ----------- | -------------------------- | ----------- |
| Ezüstérem | Magyar férfi vízilabda-válogatott Benedek Tibor Biros Péter Fodor Rajmund Kásás Tamás Kis Gábor (vízilabdázó) Kiss Gergely Madaras Norbert Molnár Tamás Nagy Viktor Szécsi Zoltán Szivós Márton Varga Dániel Varga Dénes | vízilabda   | Férfi                      | április 1.  |
| Bronzérem | Cseh László | úszás       | férfi 200 m-es vegyesúszás | március 29. |

## Éremtáblázat
Jelmagyarázat:
| Ausztrália (rendező ország) | Magyarország |

| Helyezés | Nemzet                  | Arany | Ezüst | Bronz | Összesen |
| 1.       | Egyesült Államok        | 21    | 14    | 5     | 40       |
| 2.       | Oroszország             | 11    | 6     | 8     | 25       |
| 3.       | Ausztrália              | 9     | 9     | 8     | 26       |
| 4.       | Kína                    | 9     | 5     | 2     | 16       |
| 5.       | Franciaország           | 3     | 2     | 2     | 7        |
| 6.       | Németország             | 2     | 5     | 4     | 11       |
| 7.       | Lengyelország           | 2     | 1     | 1     | 4        |
| 8.       | Dél-afrikai Köztársaság | 2     | 0     | 1     | 3        |
| 9.       | Japán                   | 1     | 4     | 8     | 13       |
| 10.      | Kanada                  | 1     | 3     | 1     | 5        |
| 11.      | Olaszország             | 1     | 2     | 6     | 9        |
| 12.      | Svédország              | 1     | 1     | 1     | 3        |
| 13.      | Dél-Korea               | 1     | 0     | 1     | 2        |
| 13.      | Ukrajna                 | 1     | 0     | 1     | 2        |
| 15.      | Horvátország            | 1     | 0     | 0     | 1        |
| 16.      | Spanyolország           | 0     | 4     | 3     | 7        |
| 17.      | Hollandia               | 0     | 2     | 3     | 5        |
| 17.      | Egyesült Királyság      | 0     | 2     | 3     | 5        |
| 19.      | Zimbabwe                | 0     | 2     | 0     | 2        |
| 20.      | Magyarország            | 0     | 1     | 1     | 2        |
| 21.      | Bulgária                | 0     | 1     | 0     | 1        |
| 21.      | Svájc                   | 0     | 1     | 0     | 1        |
| 23.      | Ausztria                | 0     | 0     | 1     | 1        |
| 23.      | Dánia                   | 0     | 0     | 1     | 1        |
| 23.      | Egyiptom                | 0     | 0     | 1     | 1        |
| 23.      | Görögország             | 0     | 0     | 1     | 1        |
| 23.      | Venezuela               | 0     | 0     | 1     | 1        |
| Összesen | Összesen                | 66    | 65    | 64    | 195      |

- A férfi 100 m-es gyorsúszásban 2 aranyérmet osztottak ki, ezüstérmes nem volt.
- A női 200 m-es mellúszásban 2 ezüstérmet osztottak ki, bronzérmes nem volt.

## Eredmények

### Úszás
- WR = világrekord (World Record)
- CR = világbajnoki rekord (világbajnokságokon elért eddigi legjobb eredmény) (Championship Record)

#### Férfi
| Versenyszám               | Arany                                                                             | Arany      | Ezüst                                                                                        | Ezüst    | Bronz                                                                                             | Bronz    |
| ------------------------- | --------------------------------------------------------------------------------- | ---------- | -------------------------------------------------------------------------------------------- | -------- | ------------------------------------------------------------------------------------------------- | -------- |
| 50 m-es gyorsúszás        | Benjamin Wildman-Tobriner · Egyesült Államok                                      | 21,88      | Cullen Jones · Egyesült Államok                                                              | 21,94    | Stefan Nystrand · Svédország                                                                      | 21,97    |
| 100 m-es gyorsúszás       | Filippo Magnini · Olaszország · Brent Hayden · Kanada                             | 48,43      | nem adták ki                                                                                 |          | Eamon Sullivan · Ausztrália                                                                       | 48,47    |
| 200 m-es gyorsúszás       | Michael Phelps · Egyesült Államok                                                 | 1:43,86 WR | Pieter van den Hoogenband · Hollandia                                                        | 1:46,28  | Pak Thehvan · Dél-Korea                                                                           | 1:46,73  |
| 400 m-es gyorsúszás       | Pak Thehvan · Dél-Korea                                                           | 3:44,30    | Grant Hackett · Ausztrália                                                                   | 3:45,43  | Jurij Priljukov · Oroszország                                                                     | 3:45,47  |
| 800 m-es gyorsúszás       | Przemysław Stańczyk · Lengyelország                                               | 7:47,91    | Craig Stevens · Ausztrália                                                                   | 7:48,67  | Federico Colbertaldo · Olaszország                                                                | 7:49,98  |
| 1500 m-es gyorsúszás      | Mateusz Sawrymowicz · Lengyelország                                               | 14:45,94   | Jurij Priljukov · Oroszország                                                                | 14:47,29 | David Davies · Nagy-Britannia                                                                     | 14:51,21 |
|                           |                                                                                   |            |                                                                                              |          |                                                                                                   |          |
| 50 m-es hátúszás          | Gerhard Zandberg · Dél-afrikai Köztársaság                                        | 24,98      | Thomas Rupprath · Németország                                                                | 25,20    | Liam Tancock · Nagy-Britannia                                                                     | 25,23    |
| 100 m-es hátúszás         | Aaron Peirsol · Egyesült Államok                                                  | 52,98 WR   | Ryan Lochte · Egyesült Államok                                                               | 53,50    | Liam Tancock · Nagy-Britannia                                                                     | 53,61    |
| 200 m-es hátúszás         | Ryan Lochte · Egyesült Államok                                                    | 1:54,32 WR | Aaron Peirsol · Egyesült Államok                                                             | 1:54,80  | Markus Rogan · Ausztria                                                                           | 1:56,02  |
|                           |                                                                                   |            |                                                                                              |          |                                                                                                   |          |
| 50 m-es mellúszás         | Oleh Liszohor · Ukrajna                                                           | 27,66      | Brendan Hansen · Egyesült Államok                                                            | 27,69    | Cameron van der Burgh · Dél-afrikai Köztársaság                                                   | 27,88    |
| 100 m-es mellúszás        | Brendan Hansen · Egyesült Államok                                                 | 59,80      | Kitadzsima Kószuke · Japán                                                                   | 59,96    | Brenton Rickard · Ausztrália                                                                      | 1:00,58  |
| 200 m-es mellúszás        | Kitadzsima Kószuke · Japán                                                        | 2:09,80    | Brenton Rickard · Ausztrália                                                                 | 2:10,99  | Loris Facci · Olaszország                                                                         | 2:11,03  |
|                           |                                                                                   |            |                                                                                              |          |                                                                                                   |          |
| 50 m-es pillangóúszás     | Roland Schoeman · Dél-afrikai Köztársaság                                         | 23,18      | Ian Crocker · Egyesült Államok                                                               | 23,47    | Jakob Schiott Andkjaer · Dánia                                                                    | 23,56    |
| 100 m-es pillangóúszás    | Michael Phelps · Egyesült Államok                                                 | 50,77      | Ian Crocker · Egyesült Államok                                                               | 50,82    | Albert Altes Subirats · Venezuela                                                                 | 51,82    |
| 200 m-es pillangóúszás    | Michael Phelps · Egyesült Államok                                                 | 1:52,09 WR | Wu Peng · Kína                                                                               | 1:55,13  | Nyikolaj Szkvorcov · Oroszország                                                                  | 1:55,22  |
|                           |                                                                                   |            |                                                                                              |          |                                                                                                   |          |
| 200 m-es vegyesúszás      | Michael Phelps · Egyesült Államok                                                 | 1:54,98 WR | Ryan Lochte · Egyesült Államok                                                               | 1:56,19  | Cseh László · Magyarország                                                                        | 1:56,92  |
| 400 m-es vegyesúszás      | Michael Phelps · Egyesült Államok                                                 | 4:06,22 WR | Ryan Lochte · Egyesült Államok                                                               | 4:09,74  | Luca Marin · Olaszország                                                                          | 4:09,88  |
|                           |                                                                                   |            |                                                                                              |          |                                                                                                   |          |
| 4 × 100 m-es gyorsváltó   | Egyesült Államok · Michael Phelps · Neil Walker · Cullen Jones · Jason Lezak      | 3:12,72 CR | Olaszország · Massimiliano Rosolino · Alessandro Calvi · Christian Galenda · Filippo Magnini | 3:14,04  | Franciaország · Fabien Gilot · Frederick Bousquet · Julien Sicot · Alain Bernard                  | 3:14,68  |
| 4 × 200 m-es gyorsváltó   | Egyesült Államok · Michael Phelps · Ryan Lochte · Klete Keller · Peter Vanderkaay | 7:03,24 WR | Ausztrália · Patrick Murphy · Andrew Mewing · Grant Brits · Kenrick Monk                     | 7:10,05  | Kanada · Brian Johns · Brent Hayden · Richard Say · Andrew Hurd                                   | 7:10,70  |
| 4 × 100 m-es vegyes váltó | Ausztrália · Matt Welsh · Brenton Rickard · Andrew Lauterstein · Eamon Sullivan   | 3:34,93    | Japán · Tomomi Morita · Kitadzsima Kószuke · Takashi Yamamoto · Daisuke Hosokawa             | 3:35,16  | Oroszország · Arkagyij Vjatcsanyin · Dmitrij Komornyikov · Nyikolaj Szkvorcov · Jevgenyij Lagunov | 3:35,51  |

#### Női
| Versenyszám               | Arany                                                                           | Arany       | Ezüst                                                                               | Ezüst    | Bronz                                                                              | Bronz    |
| ------------------------- | ------------------------------------------------------------------------------- | ----------- | ----------------------------------------------------------------------------------- | -------- | ---------------------------------------------------------------------------------- | -------- |
| 50 m-es gyorsúszás        | Libby Lenton · Ausztrália                                                       | 24,53       | Therese Alshammar · Svédország                                                      | 24,62    | Marleen Veldhuis · Hollandia                                                       | 24,70    |
| 100 m-es gyorsúszás       | Libby Lenton · Ausztrália                                                       | 53,40 =CR   | Marleen Veldhuis · Hollandia                                                        | 53,70    | Britta Steffen · Németország                                                       | 53,74    |
| 200 m-es gyorsúszás       | Laure Manaudou · Franciaország                                                  | 1:55,52 WR  | Annika Lurz · Németország                                                           | 1:55,68  | Federica Pellegrini · Olaszország                                                  | 1:56,97  |
| 400 m-es gyorsúszás       | Laure Manaudou · Franciaország                                                  | 4:02,61 CR  | Otylia Jędrzejczak · Lengyelország                                                  | 4:04,23  | Ai Shibata · Japán                                                                 | 4:05,19  |
| 800 m-es gyorsúszás       | Kate Ziegler · Egyesült Államok                                                 | 8:18,52 CR  | Laure Manaudou · Franciaország                                                      | 8:18,80  | Hayley Peirsol · Egyesült Államok                                                  | 8:26,41  |
| 1500 m-es gyorsúszás      | Kate Ziegler · Egyesült Államok                                                 | 15:53,05 CR | Flavia Rigamonti · Svájc                                                            | 15:55,38 | Ai Shibata · Japán                                                                 | 15:58,55 |
|                           |                                                                                 |             |                                                                                     |          |                                                                                    |          |
| 50 m-es hátúszás          | Leila Vaziri · Egyesült Államok                                                 | 28,16 =WR   | Aliakszandra Heraszimenia · Fehéroroszország                                        | 28,46    | Tayliah Zimmer · Ausztrália                                                        | 28,50    |
| 100 m-es hátúszás         | Natalie Coughlin · Egyesült Államok                                             | 59,44 WR    | Laure Manaudou · Franciaország                                                      | 59,87    | Reiko Nakamura · Japán                                                             | 1:00,40  |
| 200 m-es hátúszás         | Margaret Hoelzer · Egyesült Államok                                             | 2:07,16 CR  | Kirsty Coventry · Zimbabwe                                                          | 2:07,54  | Reiko Nakamura · Japán                                                             | 2:08,54  |
|                           |                                                                                 |             |                                                                                     |          |                                                                                    |          |
| 50 m-es mellúszás         | Jessica Hardy · Egyesült Államok                                                | 30,63       | Leisel Jones · Ausztrália                                                           | 30,70    | Tara Kirk · Egyesült Államok                                                       | 31,05    |
| 100 m-es mellúszás        | Leisel Jones · Ausztrália                                                       | 1:05,72 CR  | Tara Kirk · Egyesült Államok                                                        | 1:06,34  | Anna Klistunova · Ukrajna                                                          | 1:07,27  |
| 200 m-es mellúszás        | Leisel Jones · Ausztrália                                                       | 2:21,84     | Kirsty Balfour · Nagy-Britannia · Megan Jendrick · Egyesült Államok                 | 2:25,94  | nem adták ki                                                                       |          |
|                           |                                                                                 |             |                                                                                     |          |                                                                                    |          |
| 50 m-es pillangóúszás     | Therese Alshammar · Svédország                                                  | 25,91       | Danni Miatke · Ausztrália                                                           | 26,05    | Inge Dekker · Hollandia                                                            | 26,11    |
| 100 m-es pillangóúszás    | Libby Lenton · Ausztrália                                                       | 57,15 CR    | Jessicah Schipper · Ausztrália                                                      | 57,24    | Natalie Coughlin · Egyesült Államok                                                | 57,34    |
| 200 m-es pillangóúszás    | Jessicah Schipper · Ausztrália                                                  | 2:06,39     | Kimberly Vandenberg · Egyesült Államok                                              | 2:06,71  | Otylia Jędrzejczak · Lengyelország                                                 | 2:06,90  |
|                           |                                                                                 |             |                                                                                     |          |                                                                                    |          |
| 200 m-es vegyesúszás      | Kathryn Hoff · Egyesült Államok                                                 | 2:10,13 CR  | Kirsty Coventry · Zimbabwe                                                          | 2:10,76  | Stephanie Rice · Ausztrália                                                        | 2:11,42  |
| 400 m-es vegyesúszás      | Kathryn Hoff · Egyesült Államok                                                 | 4:32,89 WR  | Jana Martinova · Oroszország                                                        | 4:40,14  | Stephanie Rice · Ausztrália                                                        | 4:41,19  |
|                           |                                                                                 |             |                                                                                     |          |                                                                                    |          |
| 4 × 100 m-es gyorsváltó   | Ausztrália · Libby Lenton · Melanie Schlanger · Shayne Reese · Jodie Henry      | 3:35,48 CR  | Egyesült Államok · Natalie Coughlin · Lacey Nymeyer · Amanda Weir · Kara Lynn Joyce | 3:35,68  | Hollandia · Inge Dekker · Ronomi Kromowidjojo · Femke Heemskerk · Marleen Veldhuis | 3:36,81  |
| 4 × 200 m-es gyorsváltó   | Egyesült Államok · Natalie Coughlin · Dana Vollmer · Lacey Nymeyer · Katie Hoff | 7:50,09 WR  | Németország · Meike Freitag · Britta Steffen · Petra Dallmann · Annika Lurz         | 7:53,82  | Franciaország · Alena Popchanka · Sophie Huber · Aurore Mongel · Laure Manaudou    | 7:55,96  |
| 4 × 100 m-es vegyes váltó | Ausztrália · Emily Seebohm · Leisel Jones · Jessicah Schipper · Libby Lenton    | 3:55,74 WR  | Egyesült Államok · Natalie Coughlin · Tara Kirk · Rachel Komisarz · Lacey Nymeyer   | 3:58,31  | Kína · Longzi Xutian · Nan Luo · Yafei Zhou · Yanwei Xu                            | 4:01,97  |

### Hosszútávúszás

#### Férfi
| Versenyszám             | Arany                            | Arany      | Ezüst                           | Ezüst      | Bronz                             | Bronz      |
| ----------------------- | -------------------------------- | ---------- | ------------------------------- | ---------- | --------------------------------- | ---------- |
| 5 km-es hosszútávúszás  | Thomas Lurz · Németország        | 56:49,6    | Jevgenyij Dracsev · Oroszország | 56:50,7    | Spyridon Gianniotis · Görögország | 56:56,6    |
| 10 km-es hosszútávúszás | Vlagyimir Djatcsin · Oroszország | 1:55:32,52 | Thomas Lurz · Németország       | 1:55:32,58 | Jevgenyij Dracsev · Oroszország   | 1:55:47,31 |
| 25 km-es hosszútávúszás | Jurij Kugyinov · Oroszország     | 5:16:45,55 | Marco Formentini · Olaszország  | 5:18:36,80 | Mohamed Zanaty · Egyiptom         | 5:19:23,23 |

#### Női
| Versenyszám             | Arany                           | Arany      | Ezüst                                    | Ezüst      | Bronz                              | Bronz      |
| ----------------------- | ------------------------------- | ---------- | ---------------------------------------- | ---------- | ---------------------------------- | ---------- |
| 5 km-es hosszútávúszás  | Larissza Ilcsenko · Oroszország | 1:00:41,3  | Jekatyerina Szeliversztova · Oroszország | 1:00:43,6  | Kate Brookes-Peterson · Ausztrália | 1:00:47,9  |
| 10 km-es hosszútávúszás | Larissza Ilcsenko · Oroszország | 2:03:57,9  | Cassandra Patten · Egyesült Királyság    | 2:03:58,9  | Kate Brookes-Peterson · Ausztrália | 2:03:59,5  |
| 25 km-es hosszútávúszás | Britta Kamrau · Németország     | 5:37:11,66 | Kalyn Keller · Egyesült Államok          | 5:39:39,62 | Ksenia Popova · Oroszország        | 5:39:51,51 |

### Műugrás

#### Férfi
| Versenyszám           | Arany                       | Arany  | Ezüst                                           | Ezüst  | Bronz                                            | Bronz  |
| --------------------- | --------------------------- | ------ | ----------------------------------------------- | ------ | ------------------------------------------------ | ------ |
| 1 m-es műugrás        | Jutong Luo · Kína           | 477,40 | Csong He · Kína                                 | 469,85 | Christopher Sacchin · Olaszország                | 441,40 |
| 3 m-es műugrás        | Csij Kaj · Kína             | 545,35 | Alexandre Despatie · Kanada                     | 518,65 | Dmitrij Szautyin · Oroszország                   | 517,10 |
| 10 m-es toronyugrás   | Gleb Galperin · Oroszország | 554,70 | Zsou Luxin · Kína                               | 519,15 | Yue Lin · Kína                                   | 513,70 |
| 3 m-es szinkronugrás  | Kína · Csin Kaj · Vang Feng | 458,76 | Kanada · Alexandre Despatie · Arturo Miranda    | 418,92 | Németország · Tobias Schellenberg · Andreas Wels | 414,54 |
| 10 m-es szinkronugrás | Kína · Yue Lin · Huo Liang  | 489,48 | Oroszország · Gleb Galperin · Dmitriy Dobroskok | 467,16 | Egyesült Államok · David Boudia · Thomas Finchum | 463,56 |

#### Női
| Versenyszám           | Arany                           | Arany  | Ezüst                                       | Ezüst  | Bronz                                        | Bronz  |
| --------------------- | ------------------------------- | ------ | ------------------------------------------- | ------ | -------------------------------------------- | ------ |
| 1 m-es műugrás        | Zsi He · Kína                   | 316,65 | Blythe Hartley · Kanada                     | 311,20 | Julija Pahalina · Oroszország                | 304,60 |
| 3 m-es műugrás        | Guo Jingjing · Kína             | 381,75 | Minxia Wu · Kína                            | 368,80 | Tania Cagnotto · Olaszország                 | 341,70 |
| 10 m-es toronyugrás   | Xin Wang · Kína                 | 432,85 | Csen Zso-lin · Kína                         | 410,30 | Christin Steuer · Németország                | 386,85 |
| 3 m-es szinkronugrás  | Kína · Jingjing Guo · Minxia Wu | 355,80 | Németország · Ditte Kotzian · Heike Fischer | 318,45 | Ausztrália · Sharleen Stratton · Briony Cole | 313,14 |
| 10 m-es szinkronugrás | Kína · Tong Jia · Csen Zso-lin  | 361,32 | Ausztrália · Briony Cole · Melissa Wu       | 324,00 | Németország · Annett Gamm · Nora Subschinski | 306,63 |

### Szinkronúszás
| Versenyszám           | Arany                                                 | Arany  | Ezüst                                         | Ezüst  | Bronz                                  | Bronz  |
| --------------------- | ----------------------------------------------------- | ------ | --------------------------------------------- | ------ | -------------------------------------- | ------ |
| Egyéni rövid program  | Natalia Iscsenko · Oroszország                        | 99,000 | Gemma Mengual · Spanyolország                 | 98,000 | Saho Harada · Japán                    | 96,833 |
| Egyéni szabad program | Virginie Dedieu · Franciaország                       | 99,500 | Natalia Ishcsenko · Oroszország               | 98,500 | Gemma Mengual · Spanyolország          | 98,000 |
| Páros rövid program   | Oroszország · Anastasia Davydova · Anastasia Ermakova | 98,833 | Spanyolország · Gemma Mengual · Paola Tirados | 97,500 | Japán · Saho Harada · Emiko Suzuki     | 97,167 |
| Páros szabad program  | Oroszország · Anastasia Davydova · Anastasia Ermakova | 99,833 | Spanyolország · Gemma Mengual · Paola Tirados | 97,667 | Japán · Ayako Matsumura · Emiko Suzuki | 97,333 |
| Csapat rövid program  | Oroszország                                           | 99,000 | Japán                                         | 97,833 | Spanyolország                          | 97,167 |
| Csapat szabad program | Oroszország ·                                         | 99,000 | Spanyolország ·                               | 98,500 | Japán ·                                | 97,334 |
| Kombinációs kűr       | Oroszország ·                                         | 99,000 | Japán ·                                       | 97,833 | Egyesült Államok ·                     | 96,500 |

### Vízilabda
| Versenyszám             | Arany            | Ezüst        | Bronz         |
| ----------------------- | ---------------- | ------------ | ------------- |
| Férfi Döntő: április 1. | Horvátország     | Magyarország | Spanyolország |
| Női Döntő: március 31.  | Egyesült Államok | Ausztrália   | Oroszország   |